# Ajak (Hungria)
Ajak é uma cidade da Hungria, situada no condado de Szabolcs-Szatmár-Bereg. Tem 24,76 km² de área e sua população em 2019 foi estimada em 3.730 habitantes.